# 前进乡 (甘洛县)
前进乡，是中华人民共和国四川省凉山彝族自治州甘洛县曾经下辖的一个乡。2020年6月，撤销前进乡，将原前进乡所属行政区域划归田坝镇管辖。

## 行政区划
前进乡撤销前下辖以下地区：
桥头村、拖沟村、跑马村、基泥村、尔姑村、前进村和自物村。